# Latacunga (kanton)
Latacunga is een kanton in de provincie Cotopaxi in Ecuador. Het kanton telde 200.000 inwoners in 2018.
Hoofdplaats van het kanton is Latacunga.

## Onderverdeling
De hoofdstad van het kanton bestaat uit de stedelijke gemeenten: Eloy Alfaro (San Felipe), Ignacio Flores (La Laguna), Juan Montalvo (San Sebastián), La Matríz, San Buenaventura. 
Het kanton is verdeeld in de volgende rurale gemeenten: 
- Toacaso
- San Juan de Pastocalle
- Mulaló
- Tanicuchí
- Guaytacama
- Alaques
- Poaló
- Once de Noviembre
- Belisario Quevedo
- Joseguango Bajo

## Demografie
De etnische samenstelling van de bevolking volgens de volkstelling van 2010 is als volgt:
- Mesties  86,4%
- Inheems  8,5%
- Blanke latino's  2,7%
- Afro-Ecuadoriaans  1,5%
- Montubio  0,7%

## Geboren
- Alberto Enríquez Gallo (Tanicuchí, 1894-1962), waarnemend president van Ecuador (1937-1938)